# La Croix (Paris)
La Croix (deutsch: Das Kreuz) ist eine französische römisch-katholische Tageszeitung mit Sitz in Montrouge in der Métropole du Grand Paris; Sitz der Redaktion ist Paris.
Die Zeitung wurde 1880 als Monatsblatt von Emmanuel d’Alzon und Vincent de Paul Bailly von der Ordensgemeinschaft der Assumptionisten gegründet. 1883 wurde auf eine tägliche Herausgabe umgestellt. Einer ihrer Chefredakteure war Émile Gabel AA.